# Marco Romano (Politiker)

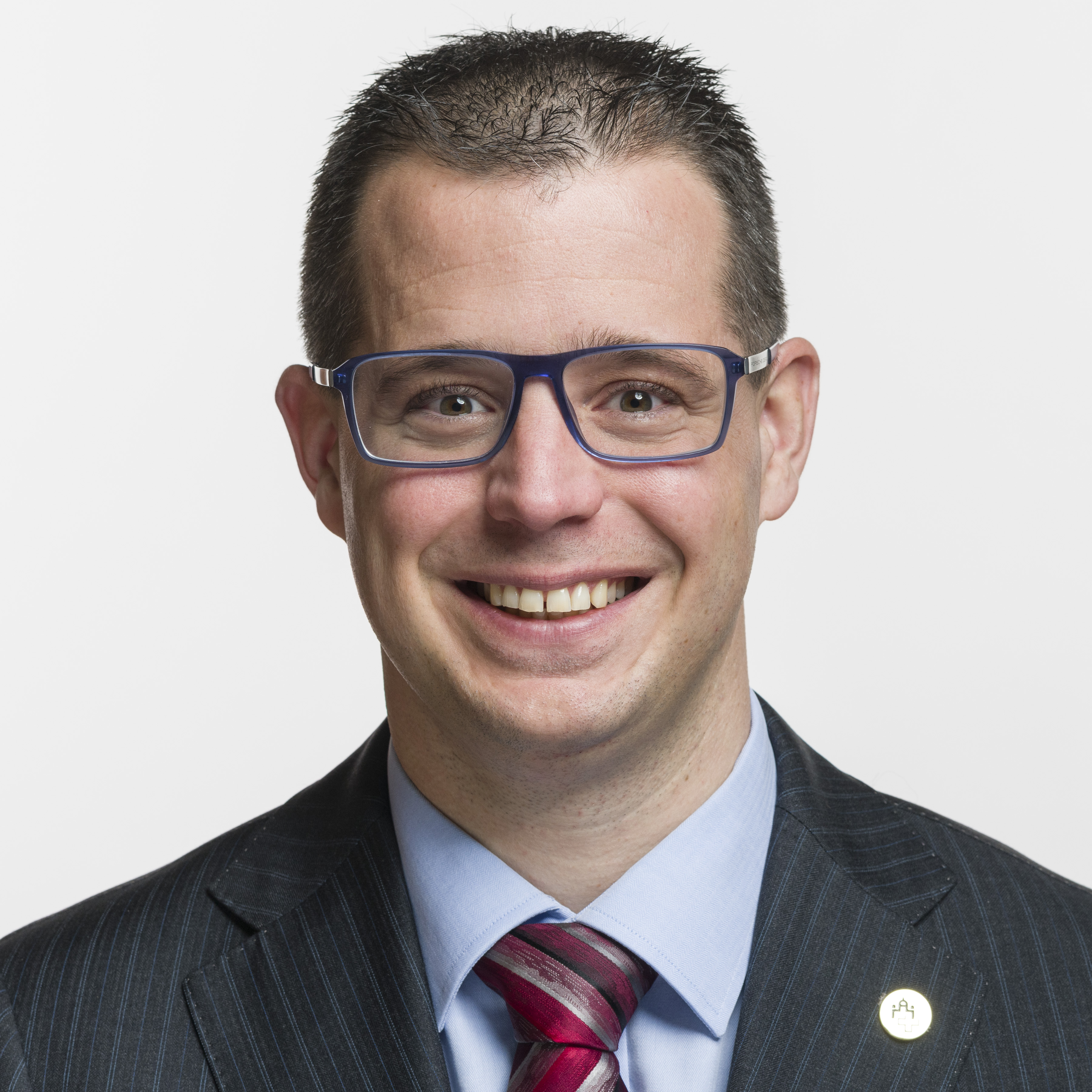
Marco Romano (2019)

Marco Romano (* 6. November 1982 in Sorengo; heimatberechtigt in Mendrisio) ist ein Schweizer Politiker (Die Mitte, vormals CVP).

## Leben
Nach der Matura studierte Romano an der Wirtschafts- und Sozialwissenschaftlichen Fakultät der Universität Bern. Im Jahr 2006 erhielt er den Abschluss in Politik- sowie Sozialwissenschaften. Danach setzte er sein Studium in öffentlichem Recht und Journalismus fort. Von 2004 bis 2016 sass Romano im Consiglio comunale (Legislative), von 2016 bis 2020 im Municipio (Exekutive) von Mendrisio. Von 2006 bis 2007 war er tätig als persönlicher Assistent von Luigi Pedrazzini, Mitglied des Staatsrates des Kantons Tessin und Vorsteher des Departements für Justiz, Sicherheit und Inneres. Danach beschäftigte er sich bis 2012 als Generalsekretär der CVP Tessin und war nebenbei Direktor und Chefredaktor der Wochenzeitung Popolo e Libertà.
Romano wohnt in Mendrisio, ist verheiratet und hat zwei Kinder.

## Politik
Romano gehörte seit den Parlamentswahlen 2011 dem Nationalrat an; bei den Wahlen 2023 trat er nicht mehr an. Er war während seiner ganzen Amtszeit Mitglied der Staatspolitischen Kommission (Präsident von 2021 bis 2023) und Mitglied der Redaktionskommission. 2019 bis 2023 war er Mitglied der Kommission für Verkehr und Fernmeldewesen und der Delegation für die Beziehungen zum italienischen Parlament. 
Er hat sich innerhalb seiner Partei entschieden gegen die Öffnung der Ehe für homosexuelle Paare in der Schweiz ausgesprochen.